# جون ماتسون
جون ماتسون (بالسويدية: Johan Mattsson)‏ هو لاعب هوكي الجليد سويدي، ولد في 25 أبريل 1992 في Huddinge Municipality ‏ في السويد.

## وصلات خارجية
- جون ماتسون على موقع دوري الهوكي الوطني (الإنجليزية)
- جون ماتسون على موقع دوري الهوكي للقارات (الإنجليزية)
- جون ماتسون على موقع EliteProspects.com (الإنجليزية)
- جون ماتسون على موقع Eurohockey.com (الإنجليزية)
- جون ماتسون على موقع HockeyDB.com (الإنجليزية)